# 500 Miglia di Indianapolis 2008
La 500 Miglia di Indianapolis del 2008, giunta alla sua 92ª edizione, si corse domenica 25 maggio 2008 sull'ovale dell'Indianapolis Motor Speedway.
Il pilota neozelandese Scott Dixon vinse l'evento partendo dalla pole position.

## Griglia di partenza
| Fila | Interno | Interno             | Centro | Centro             | Esterno | Esterno         |
| ---- | ------- | ------------------- | ------ | ------------------ | ------- | --------------- |
| 1    | 9       | Scott Dixon         | 10     | Dan Wheldon W      | 6       | Ryan Briscoe    |
| 2    | 3       | Hélio Castroneves W | 7      | Danica Patrick     | 11      | Tony Kanaan     |
| 3    | 26      | Marco Andretti      | 4      | Vítor Meira        | 27      | Hideki Mutoh R  |
| 4    | 20      | Ed Carpenter        | 12     | Tomas Scheckter    | 99      | Townsend Bell   |
| 5    | 06      | Graham Rahal R      | 14     | Darren Manning     | 18      | Bruno Junqueira |
| 6    | 02      | Justin Wilson R     | 15     | Buddy Rice W       | 22      | Davey Hamilton  |
| 7    | 16      | Alex Lloyd R        | 17     | Ryan Hunter-Reay R | 24      | John Andretti   |
| 8    | 67      | Sarah Fisher        | 8      | Will Power R       | 41      | Jeff Simmons    |
| 9    | 5       | Oriol Servià R      | 33     | E. J. Viso R       | 23      | Milka Duno      |
| 10   | 19      | Mario Moraes R      | 36     | Enrique Bernoldi R | 34      | Jaime Camara R  |
| 11   | 2       | A. J. Foyt IV       | 91     | Buddy Lazier W     | 25      | Marty Roth      |

- W  = Ex vincitore della 500 Miglia di Indianapolis
- R  = Indianapolis 500 rookie

Fallito la qualifica
| No. | Pilota            | Team                       | Motivo                                                                        |
| --- | ----------------- | -------------------------- | ----------------------------------------------------------------------------- |
| 44  | Max Papis         | Rubicon Race Team          | Problemi alla frizione durante le qualifiche.                                 |
| 88  | Phil Giebler      | American Dream Motorsports | Incidente di prova. Il team non è riuscito ad assicurarsi un'auto di riserva. |
| 96  | Mario Domínguez R | Pacific Coast Motorsports  | Urtato. Distrutto durante l'ultimo tentativo di qualificazione.               |
| 98  | Roger Yasukawa    | Beck Motorsports           | Troppo lento il quarto giorno. Eliminato dal campo.                           |

## Gara
| Pos.                                                                    | N° | Pilota                | Team                                         | Giri | Tempo/Causa Ritiro | Partito | Giri in testa |
| ----------------------------------------------------------------------- | -- | --------------------- | -------------------------------------------- | ---- | ------------------ | ------- | ------------- |
| 1                                                                       | 9  | Scott Dixon           | Target Chip Ganassi                          | 200  | 3:28:57.6792       | 1       | 115           |
| 2                                                                       | 4  | Vítor Meira           | Panther Racing                               | 200  | +1.7498            | 8       | 12            |
| 3                                                                       | 26 | Marco Andretti        | Andretti Green Racing                        | 200  | +2.3127            | 7       | 15            |
| 4                                                                       | 3  | Hélio Castroneves (W) | Penske Racing                                | 200  | +6.2619            | 4       | 0             |
| 5                                                                       | 20 | Ed Carpenter          | Vision Racing                                | 200  | +6.5505            | 10      | 3             |
| 6                                                                       | 17 | Ryan Hunter-Reay (R)  | Rahal Letterman Racing                       | 200  | +6.9894            | 20      | 0             |
| 7                                                                       | 27 | Hideki Mutoh (R)      | Andretti Green Racing                        | 200  | +7.8768            | 9       | 0             |
| 8                                                                       | 15 | Buddy Rice (W)        | Dreyer & Reinbold Racing                     | 200  | +8.8798            | 17      | 8             |
| 9                                                                       | 14 | Darren Manning        | A. J. Foyt Enterprises                       | 200  | +9.2019            | 14      | 0             |
| 10                                                                      | 99 | Townsend Bell         | Dreyer & Reinbold Racing                     | 200  | +9.4567            | 12      | 0             |
| 11                                                                      | 5  | Oriol Servià (R)      | KV Racing                                    | 200  | +22.4966           | 25      | 0             |
| 12                                                                      | 10 | Dan Wheldon (W)       | Target Chip Ganassi                          | 200  | +30.7090           | 2       | 30            |
| 13                                                                      | 8  | Will Power (R)        | KV Racing                                    | 200  | +31.6666           | 23      | 0             |
| 14                                                                      | 22 | Davey Hamilton        | Vision Racing                                | 200  | +32.0084           | 18      | 0             |
| 15                                                                      | 36 | Enrique Bernoldi (R)  | Conquest Racing                              | 200  | +32.1075           | 29      | 0             |
| 16                                                                      | 24 | John Andretti         | Roth Racing                                  | 199  | +1 Giro            | 21      | 0             |
| 17                                                                      | 91 | Buddy Lazier (W)      | Hemelgarn Racing                             | 195  | +5 Giri            | 32      | 0             |
| 18                                                                      | 19 | Mario Moraes (R)      | Dale Coyne Racing                            | 194  | +6 Giri            | 28      | 3             |
| 19                                                                      | 23 | Milka Duno            | Dreyer & Reinbold Racing                     | 185  | +15 Giri           | 27      | 0             |
| 20                                                                      | 18 | Bruno Junqueira       | Dale Coyne Racing                            | 184  | +16 Giri           | 15      | 2             |
| 21                                                                      | 2  | A. J. Foyt IV         | Vision Racing                                | 180  | +20 Giri           | 31      | 0             |
| 22                                                                      | 7  | Danica Patrick        | Andretti Green Racing                        | 171  | Collisione         | 5       | 0             |
| 23                                                                      | 6  | Ryan Briscoe          | Penske Racing                                | 171  | Collisione         | 3       | 0             |
| 24                                                                      | 12 | Tomas Scheckter       | Luczo-Dragon Racing                          | 156  | Problemi meccanici | 11      | 0             |
| 25                                                                      | 16 | Alex Lloyd (R)        | Rahal Letterman Racing w/Target Chip Ganassi | 151  | Incidente          | 19      | 0             |
| 26                                                                      | 33 | E. J. Viso (R)        | HVM Racing                                   | 139  | Problemi meccanici | 26      | 0             |
| 27                                                                      | 02 | Justin Wilson (R)     | Newman/Haas/Lanigan Racing                   | 132  | Incidente          | 16      | 0             |
| 28                                                                      | 41 | Jeff Simmons          | A.J. Foyt Racing                             | 112  | Incidente          | 24      | 0             |
| 29                                                                      | 11 | Tony Kanaan           | Andretti Green Racing                        | 105  | Collison           | 6       | 12            |
| 30                                                                      | 67 | Sarah Fisher          | Sarah Fisher Racing                          | 103  | Collisione         | 22      | 0             |
| 31                                                                      | 34 | Jaime Camara (R)      | Conquest Racing                              | 79   | Incidente          | 30      | 1             |
| 32                                                                      | 25 | Marty Roth            | Roth Racing                                  | 59   | Incidente          | 33      | 0             |
| 33                                                                      | 06 | Graham Rahal (R)      | Newman/Haas/Lanigan Racing                   | 36   | Incidente          | 13      | 0             |
| Legenda: (W) ex vincitore della 500 Miglia / (R) (rookie) esordiente.   |    |                       |                                              |      |                    |         |               |
| Tutte le auto utilizzano telai Dallara, motori Honda e gomme Firestone. |    |                       |                                              |      |                    |         |               |

Non qualificati:
#44  Max Papis
#88  Phil Giebler
#96  Mario Domínguez
#98  Roger Yasukawa